# Following the Voice of Blood
Following the Voice of Blood ist das dritte Album der polnischen NSBM-/Pagan-Metal-Band Graveland. Es wurde 1997 von No Colours Records und Eastclan veröffentlicht. Am 30. September 2009 wurde es von der Bundesprüfstelle für jugendgefährdende Medien (BPjM) indiziert.

## Entstehung
Nach der Veröffentlichung des Graveland-Albums Thousand Swords trennten die Band und Lethal Records sich wegen inhaltlicher Differenzen voneinander. Laut Darken verzögerte sich die Veröffentlichung von Following the Voice of Blood wegen Problemen mit dem Bassisten Karcharoth, nachdem das Album …taur-nu-fuin… seiner Band Infernum wegen seiner nationalsozialistischen Inhalte zu Untersuchungen bei den Mitgliedern der Band führte.
Das Album wurde in der Zeit vom 25. September 1996 bis zum 18. Dezember 1996 aufgenommen und im Tuba-Studio in Breslau am 23. und 24. von Darken und Grzegorz Czachor abgemischt.
Vor der Veröffentlichung des Albums erschien zunächst ein Rehearsal-Tape mit zwei der Songs.

## Titelliste
- Intro – 02:58
- White Hand’s Power – 08:33 (Text: JFN)
- Thurisaz – 08:49 (Text: Capricornus)
- Following the Voice of Blood – 09:05 (Text: Darken)
- Forge of Souls – 02:31
- Raise the Swords – 12:14 (Text: Capricornus)
- And the Horn Was Sounding Far Away – 11:56 (Text: Darken)
- Fed by the Beasts – 09:29 (Text: Darken)
- Outro – 02:34

## Gestaltung
Das Cover zeigt zwei Krieger auf einem Streitwagen vor einem grauen Himmel voller Raben. Das Inlay stellt eine brennende Kirche und einen Wolf mit geöffnetem Rachen dar. Auf der Rückseite ist eine Abbildung von Wölfen in der Natur zu sehen.
In den Liner Notes findet sich ein Text Darkens, in dem er zum Kampf gegen Juden und Christen aufruft und an die heidnische Identität der „weißen Einwohner dieses Landes“ appelliert.

## Musikstil und Texte
Following the Voice of Blood ist ebenso wie Thousand Swords unsauber produziert und weist Folk-Einflüsse auf, ist aber klanglich gemäßigter. Auf dem Album zeigt sich die Entwicklung der Band „zu einem dichten Klang, bombastischen Melodien und politischen Themen“, erkennbar im von JFN von Absurd geschriebenen Text White Hand’s Power, der sich zwar oberflächlich mit J. R. R. Tolkiens Der Herr der Ringe befasst, sich aber rassistisch und als Propagierung einer Vorherrschaft der Weißen interpretieren lässt. Andere Texte wiederum besingen den Kampf gegen die Christen, ähnlich den Liedern auf Thousand Swords.
Charakteristisch für dieses Album ist außer der markanten Snare-Drum der dünne Gitarrenklang, welcher recht wenig Verzerrung aufweist, aber dennoch sehr roh ist.

## Kritiken
sic von Myrrthronth zufolge hat Darken gegenüber Thousand Swords „noch größere Stücke geschaffen – melodisch dämmender, bewegender“, jedoch nicht mehr so wütend wie auf dem Vorgänger.
John Chedsey von Satan Stole My Teddybear bezeichnete die für Darken typischen Keyboard-Intros und -Outros des Albums als Buchstützen für eine Handvoll gleichklingender Lieder. Die Musik entwickle sich nicht, die Lieder seien lang und keinesfalls „episch“. Mit dem Album präsentiere die Band einen Geduldstest.